# Guepard
|  | No s'ha de confondre amb Lleopard. |

El guepard (Acinonyx jubatus) és una espècie de mamífer carnívor de la família dels fèlids. Es tracta d'un gran fèlid de pelatge de color groc terrós amb tot de taques negres, i de cap petit i arrodonit, amb el musell curt i línies de llàgrimes de color negre que li davallen pel rostre. És l'animal terrestre més veloç que hi ha.
Viu a Àfrica i el centre de l'Iran. Caça gràcies a la seva vista i velocitat. És el mamífer terrestre més ràpid: arriba fins a 110 km/h en carreres curtes. El seu nom prové del francès guépard, a través de l'italià gattopardo, de gatto ('gat') i pardo, del llatí pardus ('lleopard').

## Descripció
El color base de la part superior d'un adult va del color al blanc grisenc, amb les parts inferiors més pàl·lides, sovint blanques. El pelatge es caracteritza per tenir taques rodones o ovalades de color negre que mesuren entre 0,75 i 1,5 centímetres de diàmetre. L'única excepció és quan els gens recessius s'hereten d'ambdós pares, donant com a resultat un pelatge amb més taques. Anteriorment es creia que els guepards que exhibien aquesta rara mutació pertanyien a una subespècie separada, però ara se sap que poden aparèixer en una ventrada de guepards normal. Només el blanc de la gola i l'abdomen estan exempts de taques. El pelatge és gruixut amb els cabells lleugerament més llargs al clatell que a altres parts del cos. L'últim terç de la cua és marcat per quatre o sis anells de color negre i un floc blanc espès a la fi. Els anells de la cua són distintius de cada guepard i permeten la identificació individual. El guepard té un cap petit amb orelles curtes, els ulls elevats i una línia negra que sembla una llàgrima que cau de la cara interna de cada ull fins a la boca. Les dents són petites i les fosses nasals són àmplies. El cos és allargat i prim, i les potes són molt llargues. Un guepard adult fa entre 67 i 94 centímetres d'alt a l'espatlla, i fa entre 1,21 i 1,5 metres de llargada, amb una cua d'entre 70 i 81 centímetres. El guepard presenta un lleuger dimorfisme sexual, essent els mascles més grossos que les femelles.
El guepard és el mamífer terrestre més ràpid del món, arriba a assolir velocitats de fins a 110 quilòmetres per hora, encara que aquesta velocitat màxima només la pot mantenir durant aproximadament 275 metres. El guepard avança més o menys de set o vuit metres en un sol pas, i completa quatre passos per segon. Les seves potes són menys arrodonides i més fortes que les de la major part dels felins, les quals l'ajuden a fer tombs ràpids. Les urpes són parcialment retràctils i ofereixen tracció durant la cursa. Tenen les dents petites en comparació amb altres grans felins. Aquest fet és probablement degut a les seves grans fosses nasals, que són útils en la presa ràpida d'aire i no deixen espai per a les arrels de dents més grosses. Uns grans pulmons, cor, fetge i glàndules suprarenals, li faciliten una resposta física ràpida. Té un cos llarg i fluid, racionalitzat amb els seus ossos lleugers. La cua actua en l'equilibri del cos durant un gir ràpid. Les columna vertebral funciona com a ressort de les potes del darrere, el que li dona un abast més llarg a cada pas. Les llàgrimes negres sota de cada ull podria ser que milloressin la visió, en minimitzar la resplendor del sol.

## Distribució i hàbitat
Actualment, el guepard viu a l'Àfrica subsahariana i al nord de l'Iran, on viuen en zones amb pastures i matolls alts, que els permeten camuflar-se mentre cerquen preses. De vegades poden trobar-se en punts elevats, observant l'horitzó a la recerca de possibles preses.

## Comportament
Les femelles són solitàries, excepte quan tenen una ventrada. Les femelles joves abandonen el seu grup natal, però en general ocupen el mateix territori que la seva mare. Els joves mascles sovint deixen el seu grup natal junts i formen coalicions, però busquen una zona molt allunyada de la de la seva mare. S'ha suggerit que les coalicions de mascles s'ajuden mútuament en la caça i la defensa d'un territori, assegurant així l'accés a femelles receptives. Les coalicions masculines reclamen un territori que pot encavalcar-se amb el de diverses femelles. Els mascles solitaris de vegades són acceptats dins les coalicions. És estrany veure un mascle solitari. L'únic cas en què un sol mascle pot assegurar un territori és en el que no hi hagi coalicions a la rodalia. Els mascles i les femelles només s'ajunten per aparellar-se, però aquests no participen en la cria dels cadells.
L'esperança de vida d'un guepard a la natura pot ser de fins a 14 anys, amb una mitjana de 7 anys.

## Dieta
El guepard és un carnívor. La seva dieta és formada principalment per gaseles, però també inclou impales, conills, i cries del facoquer africà, el cudú, el búbal, l'òrix, l'antílop equí i la marta gibelina. Són animals diürns que cacen a primera hora del matí i a última hora de la tarda. Generalment observen els voltants des de dalt de la branca d'un arbre, al cim d'un turó de tèrmits, o, fins i tot, des dels sostres dels cotxes dels observadors, per tal de localitzar les seves preses. Un cop localitzat un animal que s'ha separat a una certa distància del grup, tracta d'acostar-se a uns 50 metres de la víctima abans de començar a accelerar. Les persecucions a màxima velocitat solen durar menys de 20 segons i rarament excedeixen el minut. La major part d'intents són sense reeixida. Si la cacera té èxit, la presa sol ser enderrocada per la força de la càrrega i en acabat és immobilitzada pel coll i estrangulada. Les preses més petites, solen ser mortes mossegant-les el crani.
Una femella amb cadells pot matar una presa cada dia, mentre un adult solitari caça cada dos o cinc dies. Els guepards mengen ràpidament perquè si han defensar la seva presa, la més part de les vegades perden.

## Tipus de desplaçament
El desplaçament a alta velocitat dels guepards quan persegueixen una presa és un tipus de desplaçament singular que es denomina de forma precisa com a galop de doble suspensió.
El galop de doble suspensió es caracteritza per un doble salt de l’animal que l’executa en el decurs d’una seqüència completa. (En el galop ordinari només hi ha un únic salt. Una única suspensió). La seqüència completa de la gambada (en un galop a esquerres) seria la següent:
- el peu dret posterior toca el terra
- el peu esquerrre posterior toca el terra, impulsa, es contrau i es produeix la primera suspensió
- el peu esquerre anterior toca el terra
- el peu dret anterior toca el terra , hi ha contracció i es produeix la segona suspensió.[12]

Alguns documents presenten el galop de doble suspensió de forma gràfica. També es poden consultar animacions.
Les dues suspensions d’un galop de doble suspensió poden observar-se per la posició de les potes de l’animal. Les imatges adjuntes de llebrers anglesos mostren una suspensió amb les quatre potes recollides sota el cos i, una altra suspensió amb les quatre potes estirades del tot.

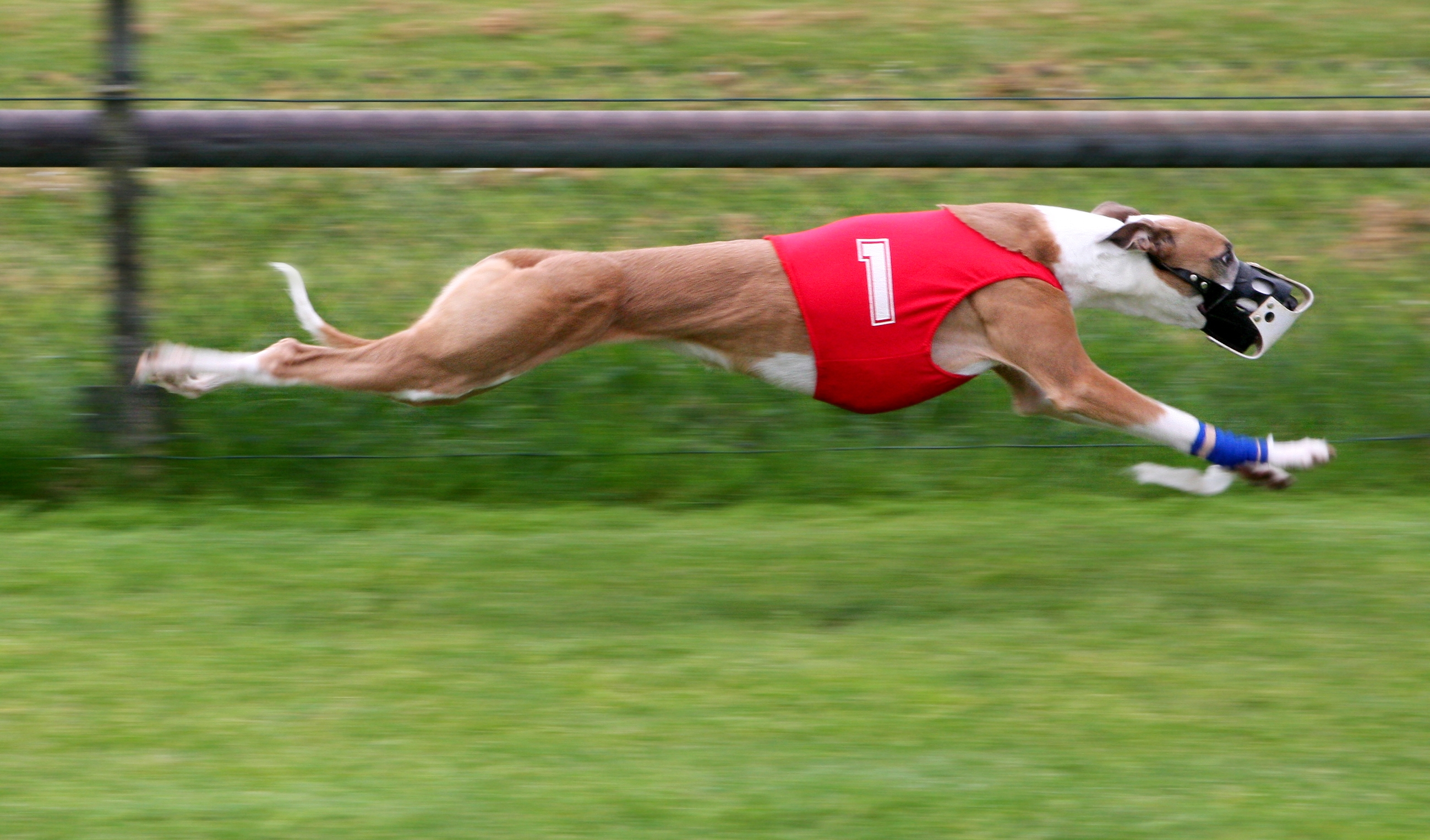
Primera suspensió: quatre potes estirades
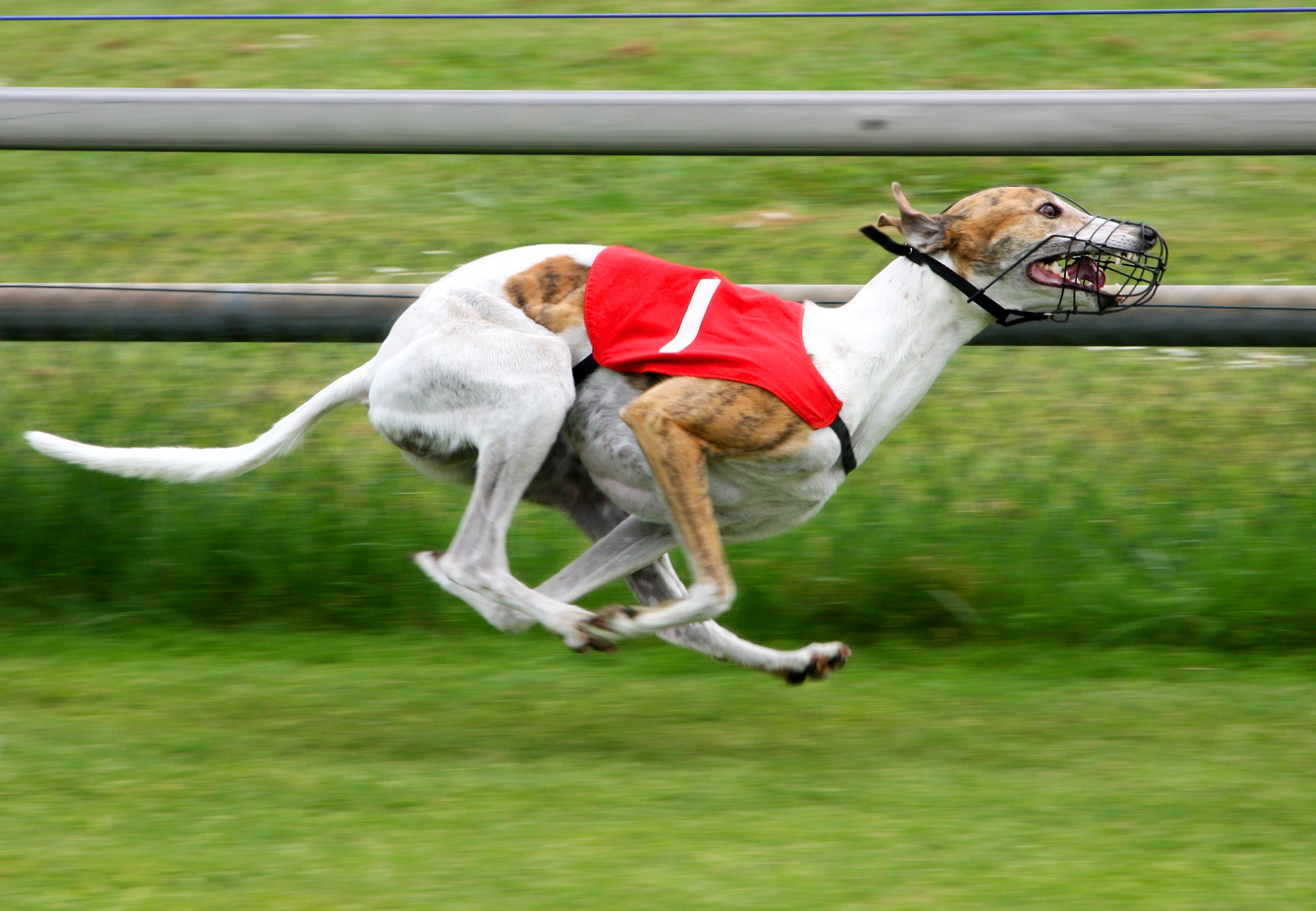
Segona suspensió: quatre potes encongides

## Reproducció
Les femelles són polièstriques, amb un cicle estral mitjà de 12 dies. La fertilitat té una durada d'entre 1 i 3 dies. Els guepards es reprodueixen durant tot l'any. S'ha observat un pic de naixements entre març i juny. El període de gestació dura entre 90 i 95 dies. El nombre de cries que neixen en una ventrada pot variar entre 1 i 8, encara que sol ser entre 3 i 5. En néixer els cadells tenen una mida mitjana de 30 centímetres i un pes de 270 grams. Són de color gris i tenen una crinera al llarg de l'esquena.
S'ha postulat que aquesta crinera ajuda als cadells a camuflar-se a l'herba. Als tres mesos, la crinera comença a desaparèixer i ho fa del tot als 2 anys. Durant les primeres setmanes de vida les mares mouen els cadells cada dia per evitar els depredadors. La mare ha de deixar sols els cadells per caçar, i durant aquests moments els cadells solen ser víctimes de depredadors. La taxa de mortalitat infantil pot ser de fins al 90%, sent la majoria víctimes dels lleons. Els cadells comencen a seguir la seva mare a les 6 setmanes d'edat i són deslletats entre els tres als sis mesos. En general, romanen amb la seva mare entre 13 i 20 mesos, temps durant el qual aprenen a caçar. La maduresa sexual s'assoleix als 2 anys.

## Relacions amb humans
S'ha pensat que els guepards cacen animals domèstics. En el passat, això els ha portat a ser caçats. Actualment està en discussió que sigui cert o no que cacin animals domèstics. Les campanyes educatives han començat a educar els agricultors sobre com viure en harmonia amb el guepard, i la importància que té sobre el medi.
En el passat, la pell de guepard era vista com a símbol d'estatut de riquesa, cosa que en va motivar la caça. En l'actualitat, el guepard és d'importància econòmica per a la indústria del turisme a les zones en què encara es troba de faisó natural. També són d'importància econòmica per als parcs zoològics. Una altra forma amb la qual els humans beneficien del guepard és via de la indústria de les mascotes. Els caçadors maten les mares per prendre'ls les cries per a vendre-les com a mascotes. Les cries de guepard es compren il·legalment, per tal com les lleis prohibeixen la propietat individual d'animals salvatges o en perill d'extinció.

## Estat de conservació
La població estimada de guepards varia entre 2.000 i 15.000 individus. La UICN cataloga el guepard com a espècie vulnerable, amb les subespècies africanes en perill i les asiàtiques en perill greu. El guepard és classificat en perill i es troba dins l'Apèndix 1 del CITES.

## Subespècies
Baldament moltes fonts citin sis o més subespècies de guepard, la situació taxonòmica de moltes d'aquestes està sense resoldre. Algunes de les subespècies més comunament reconegudes són:
- Acinonyx jubatus hecki,[18] a Algèria, Benín, Burkina Faso, Djibouti, Egipte, Ghana, Mali, Mauritània, Marroc, el Níger, Tunísia, Sàhara occidental, i el Senegal
- Acinonyx jubatus jubatus, a Angola, Botswana, República Democràtica del Congo, Malawi, Moçambic, Namíbia, Sud-àfrica, Tanzània, Zàmbia i Zimbàbue
- Acinonyx jubatus raineyii, a Kenya, Somàlia, Tanzània i Uganda
- Acinonyx jubatus soemmeringii, al Camerun, el Txad, República Centreafricana, Etiòpia, Nigèria, Níger i Sudan
- Acinonyx jubatus venaticus, a l'Afganistan, l'Índia, l'Iran, l'Iraq, Israel, Jordània, Oman, el Pakistan, l'Aràbia Saudita, Síria i Rússia[19]
- Acinonyx jubatus velox[20]